# Depósito Hidrográfico

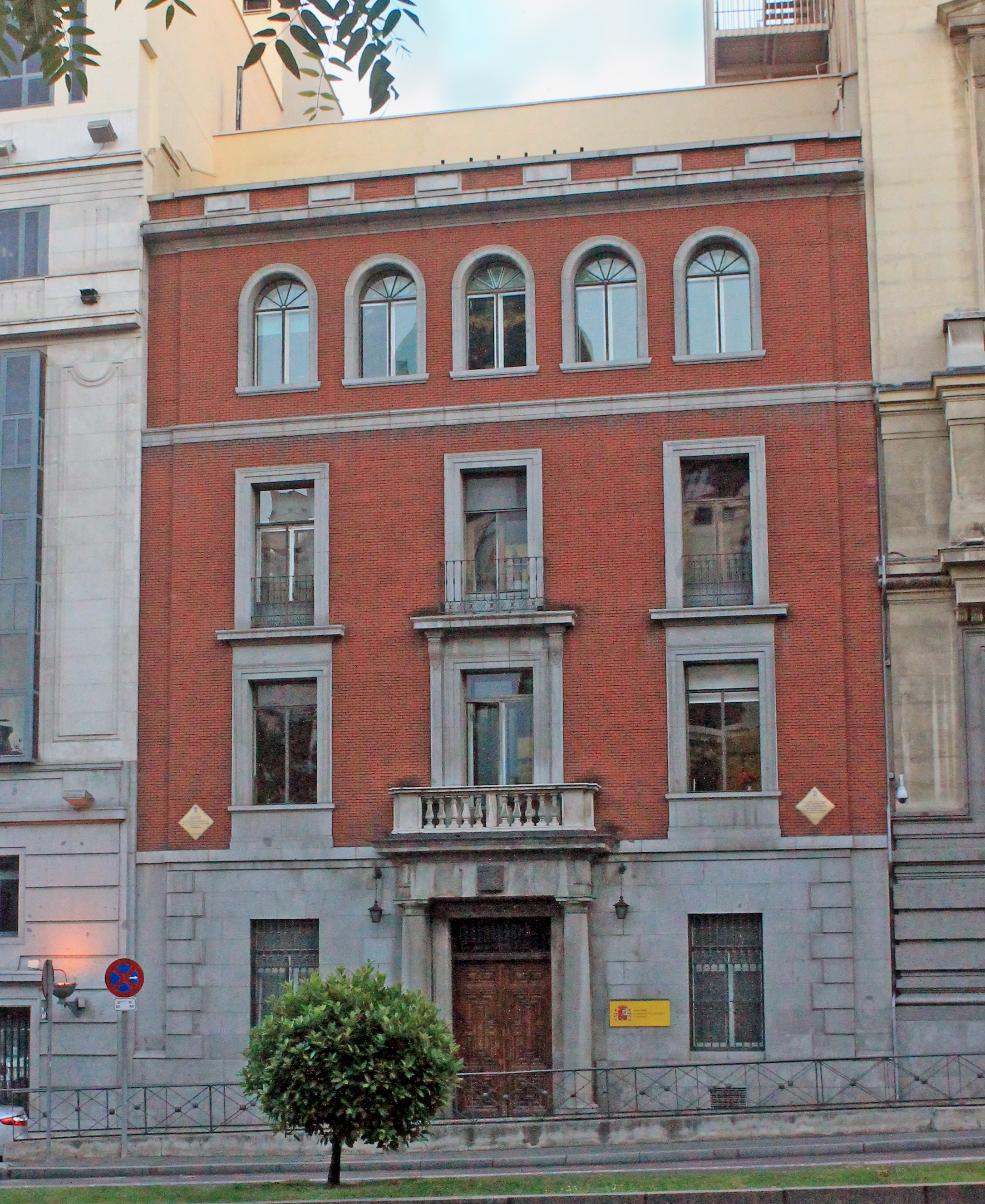
El Depósito Hidrográfico ocupó entre 1804 y 1932 el edificio del nº 36 de la calle de Alcalá de Madrid.

El Depósito Hidrográfico fue una institución española dedicada a desarrollar el estudio y gestión de temas de hidrografía, como la creación del Atlas marítimo de España, biblioteca, catálogo y almacén de cartas marítimas y otras descripciones náuticas. Se originó durante los últimos años del reinado de Carlos III y se instituyó con tal nombre en 1797, reinando Carlos IV. En 1804 fue trasladado al edificio de la calle de Alcalá, número 36, que ocupó hasta su desaparición en 1932, siendo absorbido por el Museo Naval y el Instituto Hidrográfico de la Marina. El inmueble se habilitó para dependencias del Ministerio de Educación, Cultura y Deporte, al que está anexo.

## Historia

### sigloXIX
La idea del Depósito Hidrográfico, al desaparecer la Casa de Contratación en 1790, se impuso por la necesidad de un centro que almacenara, conservase y gestionase el uso de las cartas náuticas, los planos, derroteros y, en su conjunto, la cartografía elaborada durante el siglo XVIII en sus viajes científicos por marinos y exploradores españoles como Jorge Juan (1713-1773), Antonio de Ulloa (1716-1795) o Vicente Tofiño de San Miguel (1732-1795). Partiendo de la gestión política de Antonio Valdés y Fernández Bazán, en un principio la Dirección Hidrográfica se instaló en la calle de la Ballesta en 1788, impulsada por el trabajo de Dionisio Alcalá Galiano, Alejandro Malaspina, Churruca, Vargas Ponce, Espinosa y Tello, Martín Fernández de Navarrete y el propio Tofiño, artífice del "Atlas Marítimo de España", obra cumbre de la cartografía española.
Por fin, en 1801, los funcionarios navales de Carlos IV consiguen que el rey le encargue al arquitecto Manuel Martín Rodríguez la construcción de un nuevo emplazamiento, que se construyó en la calle de Alcalá de Madrid, a la altura del número 36, y se inauguró en 1804. Se trata de un edificio de tres plantas, de granito en su planta inferior y ladrillo en las superiores, y cuya tercera planta fue reformada por el arquitecto Severiano Sainz de la Lastra en 1856, convirtiendo en terraza el anterior tejado.
Antes del estallido de la Guerra de la Independencia, la institución tuvo presupuesto propio, con publicaciones, un importante grupo de colaboradores y una biblioteca especializada con más de seis mil volúmenes, dos mil mapas, cartas de navegación y algunos manuscritos. Durante el reinado de José I Bonaparte, el en ese momento director Espinosa y Tello, opuesto a la política afrancesada, se trasladó a Cádiz. Poco después Felipe Bauzá y Fernández de Navarrete prosiguieron la tarea directora de Espinosa, hasta que Bauzá tuvo que exiliarse en 1823 huyendo de la represión fernandina, continuando con la dirección Navarrete hasta su muerte en 1844.
Ya mediado el siglo XIX, se formaron las Comisiones Hidrográficas de la Península, Antillas y Filipinas para poder renovar los levantamientos de la Península y cartografiar las posesiones en Ultramar.

### sigloXX
A lo largo del siglo XX lo más representativo en la institución fue la sucesión de cambios y modificaciones administrativas. Nada más iniciarse el siglo, la Dirección de Hidrografía fue disuelta y sus competencias repartidas entre diversos organismos. En 1908 quedó oficialmente reconocida en la Armada la Especialidad de Hidrografía y se designó como buque escuela al Vapor Urania (que en 1920 sería sustituido por el Giralda, antes Yate Real). En 1921, España participó en la formación del Bureau Hidrográfico Internacional, junto con otros dieciocho Estados. Más determinante, a nivel de trabajo, fue la creación en 1927 de la Sección IV del Observatorio de la Armada de San Fernando, como Servicio Hidrográfico de la Armada, y la construcción de dos buques 'planeros', el Tofiño, botado en 1933, (donde se instaló la Escuela de Hidrografía) y el Malaspina botado en 1935, cuya actividad, interrumpida por la Guerra Civil, y tras realizar labores de cartografía en las Islas Canarias y las colonias africanas, cesó en la década de 1970. Como ya se ha anotado, en 1932, el Depósito Hidrográfico desapareció administrativamente y sus competencias pasaron al Instituto Hidrográfico de la Marina. Los fondos históricos y la biblioteca quedaron al cuidado del Museo Naval.